# 科讷和罗曼
科讷和罗曼（法語：Cosnes-et-Romain，法語發音：[kon e ʁɔmɛ̃]）是法国默尔特-摩泽尔省的一个市镇，位于该省北部，属于布里埃区。

## 地理
科讷和罗曼（49°31'9"N, 5°42'40"E）面积16.23 平方千米，位于法国大東部大區默尔特-摩泽尔省，该省份为法国东北部内陆省份，是洛林的一部分，北邻比利时、卢森堡，北起顺时针与摩泽尔省、下莱茵省、孚日省和默兹省接壤。
与科讷和罗曼接壤的市镇（或旧市镇、城区）包括：欧邦日、米松、孔拉格朗维尔、弗雷努瓦拉蒙塔涅、戈尔西、莱克西、隆维、蒙圣马丹、圣庞克雷、维尔-乌德莱蒙、维莱拉谢夫尔。
科讷和罗曼的时区为UTC+01:00、UTC+02:00（夏令时）。

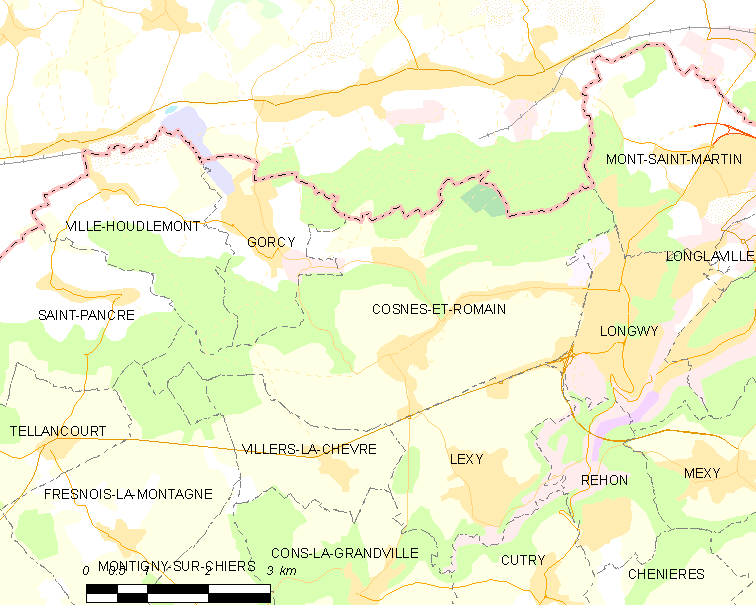
科讷和罗曼的OSM定位图

## 行政
科讷和罗曼的邮政编码为54400，INSEE市镇编码为54138。

## 政治
科讷和罗曼所属的省级选区为蒙圣马丹县。

## 人口

1962-2008年间科讷和罗曼人口变化图示

科讷和罗曼于2022年1月1日时的人口数量为2805人。